# Cụm tập đoàn quân C
Cụm tập đoàn quân C (tiếng Đức, Heeresgruppe C, viết tắt HGr C) là một phiên hiệu đại đơn vị cấp Cụm tập đoàn quân của Đức Quốc xã trong Thế chiến thứ hai. Trong suốt thời gian chiến tranh, phiên hiệu được sử dụng hai lần ở thời kỳ đầu và thời kỳ cuối chiến tranh, đều ở trên chiến trường Mặt trận phía Tây.

## Lịch sử

### Chiến dịch Ba Lan và Cuộc chiến kỳ quặc
Cụm tập đoàn quân C được thành lập từ Bộ tư lệnh Tập đoàn quân 2 tại Frankfurt vào ngày 26 tháng 8 năm 1939. Ban đầu, Cụm được giao chỉ huy toàn bộ quân đội ở Mặt trận phía Tây của Đức trong chiến dịch Ba Lan và Cuộc chiến kỳ quặc. Tuy nhiên, trong Kế hoạch Manstein, Cụm được giảm trách nhiệm xuống một vai trò thứ yếu, giới hạn ở nửa phía Nam của Mặt trận phía Tây, thu hút sự chú ý và cầm chân quân Anh - Pháp tại Phòng tuyến Maginot và sông Rhine, tạo điều kiện cho Cụm tập đoàn quân A và Cụm tập đoàn quân B tiến hành dẫn dụ và hợp vây thành công quân Đồng minh trong tháng 6 năm 1940.
Sau thắng lợi giòn giã trong Trận chiến nước Pháp, Cụm tập đoàn quân C được chuyển trở lại Đông Phổ (Đức). Trên thực tế, từ tháng 11 năm 1940, các đơn vị của nó được tái triển khai đến biên giới của Liên Xô. Ngày 20 tháng 4 năm 1941, cơ quan chỉ huy Cụm tập đoàn quân C được ngụy trang dưới tên gọi "Bộ Tham mưu Đông Phổ". Ngày 21 tháng 6 năm 1941, Cụm tập đoàn quân C được đổi tên thành Cụm tập đoàn quân Bắc, tiến hành cuộc tấn công vào Liên Xô chỉ một ngày sau đó.

### Chiến trường nước Ý
Trước tình hình thất bại của Phe Trục ngày càng đến gần, Đại hội đồng Phát xít Ý đã tiến hành đảo chính, bắt giam Mussolini và lập chính phủ mới do Thống chế Pietro Bagdolio đứng đầu, tiến hành mật đàm với Đồng Minh để rút nước Ý ra khỏi chiến tranh. Đức lập tức tung thêm 16 sư đoàn lên đất Ý, chiếm đóng toàn bộ Ý và nhanh chóng giải giáp phần lớn quân đội nước này, giải thoát Mussolini, thành lập chính quyền bù nhìn Cộng hòa Xã hội Ý. Tuy nhiên, vào đầu tháng 9 năm 1943, quân Đồng Minh đổ bộ vào Nam Ý và đến tháng 10 thì lãnh thổ Nam Ý đã nằm trong sự kiểm soát của Đồng Minh.
Trước tình hình đó, lực lượng quân Đức tại Ý được tổ chức làm 2 cánh: Cụm Tập đoàn quân B ở Bắc Ý do Thống chế Erwin Rommel chỉ huy, bảo hộ Cộng hòa Xã hội Ý; và Cụm Tập đoàn quân C ở Trung - Nam Ý do Thống chế Albert Kesselring chỉ huy, chịu trách nhiệm chiến đấu chính diện chống quân Đồng Minh. Được tái lập vào ngày 26 tháng 11 năm 1943, cơ cấu chỉ huy của Cụm tập đoàn quân C phối hợp với Bộ Tư lệnh Tối cao Không quân phía Nam (Stab des Oberbefehlshabers Süd (Luftwaffe) - OB Süd (Luftwaffe)), thống nhất quyền chỉ huy đối với toàn bộ quân Đức ở mặt trận Tây và Nam Ý. Do đó, cơ quan chỉ huy của Cụm tập đoàn quân C đôi khi được gọi là Bộ Tổng tư lệnh hướng Tây Nam (Oberbefehlshaber (OB) Südwest).
Trong một năm rưỡi, Cụm đã chiến đấu trong các trận chiến khốc liệt để giành giật vị trí với lực lượng Đồng Minh có ưu thế vượt trội. Tuy nhiên, tình hình thất bại của nước Đức là không thể cứu vãn. Cuối tháng 4 năm 1945, phần lớn các đơn vị chủ lực của Cụm tập đoàn quân C đã bị tan rã, cơ quan chỉ huy rời Ý và đến ngày 22 tháng 4 năm 1945, được chuyển giao trực thuộc Bộ chỉ huy miền Nam (tiếng Đức:  Oberbefehlshaber Süd) của Đức.
Ngày 29 tháng 4 năm 1945, việc đầu hàng một phần của các lực lượng vũ trang Đức đã được ký kết sau khi các Đồng minh phương Tây xâm chiếm phần còn lại của miền bắc nước Ý. Tuy nhiên, văn kiện đầu hàng mãi đến ngày 2 tháng 5 mới được công bố và có hiệu lực. Điều này chính thức kết thúc chiến tranh ở Ý.

## Biên chế chủ lực

### Tháng 9 năm 1939
- Tập đoàn quân số 1
- Tập đoàn quân số 5
- Tập đoàn quân số 7
- Binh đoàn A (Armeeabteilung A)

### Tháng 10 năm 1939
- Tập đoàn quân số 1
- Tập đoàn quân số 7

### Tháng 7 năm 1940
- Tập đoàn quân số 1
- Tập đoàn quân số 2
- Tập đoàn quân số 12

### Tháng 9 năm 1940
- Tập đoàn quân số 1
- Tập đoàn quân số 2
- Tập đoàn quân số 6
- Tập đoàn quân số 7

### Tháng 11 năm 1940
- Tập đoàn quân số 2
- Tập đoàn quân số 11

### Tháng 12 năm 1940
- Tập đoàn quân số 2
- Tập đoàn quân số 11
- Cụm thiết giáp số 3

### Tháng 4 năm 1941
- Tập đoàn quân số 11
- Cụm thiết giáp số 3

### Tháng 5 năm 1941
- Tập đoàn quân số 16
- Tập đoàn quân số 18
- Cụm thiết giáp số 4

### Tháng 12 năm 1943
- Tập đoàn quân số 10
- Tập đoàn quân số 14

### Tháng 4 năm 1944
- Tập đoàn quân số 10
- Tập đoàn quân số 14
- Binh đoàn von Zangen (Armeeabteilung von Zangen)

### Tháng 8 năm 1944
- Tập đoàn quân số 10
- Tập đoàn quân số 14
- Tập đoàn quân Liguria (Armee Ligurien)

### Tháng 11 năm 1944
- Tập đoàn quân số 10
- Cụm tác chiến Liguria (Armeegruppe Ligurien)

### Tháng 3 năm 1944
- Tập đoàn quân số 10
- Tập đoàn quân số 14
- Tập đoàn quân Liguria

## Chỉ huy

### Tư lệnh
| STT | Ảnh | Họ tên                   | Thời gian sống | Thời gian tại nhiệm                   | Cấp bậc tại nhiệm                 | Ghi chú                                                                  |
| --- | --- | ------------------------ | -------------- | ------------------------------------- | --------------------------------- | ------------------------------------------------------------------------ |
| 1   |     | Wilhelm Ritter von Leeb  | 1876–1956      | tháng 8 năm 1939 - tháng 6 năm 1941   | Đại tướng (1938) Thống chế (1940) | Giải ngũ tháng 1 năm 1942                                                |
|     |     |                          |                |                                       |                                   |                                                                          |
| 2   |     | Albert Kesselring        | 1885–1960      | tháng 11 năm 1943 - tháng 10 năm 1944 | Thống chế (1940)                  |                                                                          |
| 3   |     | Heinrich von Vietinghoff | 1887–1952      | tháng 10 năm 1944 - tháng 1 năm 1945  | Đại tướng (1943)                  |                                                                          |
| 4   |     | Albert Kesselring        | 1885–1960      | tháng 1 năm 1945 - tháng 3 năm 1945   | Thống chế (1940)                  | Bị truy tố là tội phạm chiến tranh và bị giam giữ đến tháng 10 năm 1952. |
| 5   |     | Heinrich von Vietinghoff | 1887–1952      | tháng 3 năm 1945 - tháng 4 năm 1945   | Đại tướng (1943)                  | Bị truy tố là tội phạm chiến tranh và bị giam giữ đến tháng 9 năm 1947.  |
| 6   |     | Friedrich Schulz         | 1897–1976      | tháng 4 năm 1945 - tháng 5 năm 1945   | Thượng tướng Bộ binh (1944)       | Bị truy tố là tội phạm chiến tranh và bị giam giữ đến năm 1946.          |
| 7   |     | Hans Röttiger            | 1896–1960      | tháng 5 năm 1945                      | Thượng tướng Thiết giáp (1945)    | Bị truy tố là tội phạm chiến tranh và bị giam giữ năm 1948.              |

### Tham mưu trưởng
| STT | Ảnh | Họ tên               | Thời gian sống | Thời gian tại nhiệm                  | Cấp bậc tại nhiệm                                 | Ghi chú                                                                                               |
| --- | --- | -------------------- | -------------- | ------------------------------------ | ------------------------------------------------- | --- |
| 1   |     | Georg von Sodenstern | 1889-1955      | tháng 8 năm 1939 - tháng 2 năm 1940  | Thiếu tướng (1938) Trung tướng (1940)             | Thượng tướng Bộ binh (1940). Giải ngũ tháng 6 năm 1944                                                |
| 2   |     | Hans-Gustav Felber   | 1889-1962      | tháng 2 năm 1940 - tháng 11 năm 1940 | Trung tướng (1939) Thượng tướng Bộ binh (1940)    | Bị truy tố là tội phạm chiến tranh và bị giam giữ đến tháng 5 năm 1948.                               |
| 3   |     | Kurt Brennecke       | 1891-1982      | tháng 11 năm 1940 - tháng 6 năm 1941 | Trung tướng (1940)                                | Thượng tướng Bộ binh (1942). Bị truy tố là tội phạm chiến tranh và bị giam giữ đến tháng 3 năm 1948.  |
|     |     |                      |                |                                      |                                                   | |
| 4   |     | Siegfried Westphal   | 1902-1982      | tháng 11 năm 1943 - tháng 6 năm 1944 | Thiếu tướng (1943) Trung tướng (1944)             | Thượng tướng Kỵ binh (1945). Bị truy tố là tội phạm chiến tranh và bị giam giữ đến tháng 12 năm 1947. |
| 5   |     | Hans Röttiger        | 1896-1960      | tháng 6 năm 1944 - tháng 5 năm 1945  | Trung tướng (1943) Thượng tướng Thiết giáp (1945) | Bị truy tố là tội phạm chiến tranh và bị giam giữ đến năm 1948.                                       |